# Libre Publishing
Libre Publishing (株式会社リブレ Ribure Kabushikigaisha?) es una compañía japonesa centrada en la publicación de obras de género yaoi. Fue fundada el 8 de mayo de 2006, siendo la sucesora de la editorial Biblos (1988-2006), la cual quebró debido a la quiebra de su empresa madre.

## Historia
La quiebra de la empresa madre de Biblos, la editorial Hekitensha, provocó una reacción en cadena; un mes más tarde, en abril de 2006, Biblos también se declaró en bancarrota. Todas las publicaciones se suspendieron indefinidamente hasta que Animate adquirió la compañía en el mismo año y la rebautizó bajo el nombre de Libre Publishing. Algunas revistas de Biblos se mantuvieron idénticas, tales como Be x Boy o Be x Boy Gold, mientras que otras no reaparecieron sino tiempo más tarde, como Junk!. La revista Zero volvió a aparecer en mayo de 2008 bajo el nombre Kurofune Zero, y la antología B-Boy LUV se convirtió en B-Boy Phoenix.
Luego del quibre de Biblos, Libre obtuvo las licencias de sus obras. La editorial americana Central Park Media continúo publicando las obras que había licenciado a Biblos anteriormente. En 2007, sin embargo, Libre denotó la publicación de estas obras como "ilegal", alegando que CPM necesitaba renegociar las licencias con la compañía actual. En diciembre de 2007, CPM declaró que Libre se había "negado a discutir" el asunto con ellos y que aún consideraban sus licencias con Biblos legales al estar vinculada con Libre. Después de que CPM se declarara en bancarrota en abril de 2009, Libre publicó otra declaración en la que afirmaba que CPM y Libre no habían estado en una relación de negocios antes del quiebre, y que Libre esperaba que nuevas obras fueran publicadas por sus nuevas editoriales estadounidenses. En 2010, Animate USA anunció que publicaría algunos de las obras de Libre en formato Amazon Kindle, y en septiembre de ese año, Libre envió avisos de cesación y desistimiento a varios grupos de scanlation.
En octubre de 2011, la editora de manga estadounidense Viz Media creó la imprenta yaoi Sublime, en colaboración con Libre y su empresa madre Animate, para publicar manga yaoi en inglés, tanto en formato digital como impreso. A pesar de que la primera lista de obras anunciadas por Sublime pertenecen a Libre, la imprenta ofrecerá potencialmente títulos de otras editoriales japonesas en el futuro.

## Revistas
- Be x Boy, mensual, activa desde marzo de 1993.[1]
- Be x Boy Gold, bimensual, con más historias explícitas e historias one-shot.[1]
- Junk! Boy, semestral
- Kurofune Zero, semestral. Centrada en géneros como fantasía y ciencia ficción, su contenido no es explícito.[1]

### Antologías bimensuales
- B-Boys Zip
- Be Boys LUV

### Novelas
- Shôsetsu BExBOY, mensual.
- Shôsetsu BEaST, trimestral con contenido explícito.[1]